# كلديرا لا جاريتا
كلديرا  لا جاريتا (بالإنجليزية: La Garita Caldera) هي كلديرا  بركانية كبيرة تقع في حقل سان جوان البركاني في جبال سان جوان بالقرب من كريد جنوب غرب كولورادو بالولايات المتحدة. وهي تقع غرب مدينة لا جاريتا، كولورادو. الثوران البركاني الذي كون كلديرا  لا جاريتا هو من بين أكبر الثورات البركانية المعروفة في تاريخ الأرض.